# Золоті Ворота (протока)

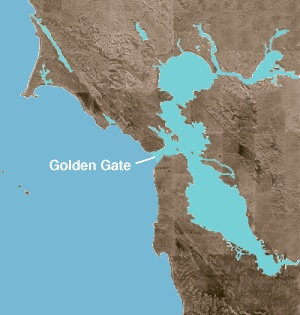
Розташування протоки Золоті Ворота на мапі

Золоті Ворота (англ. Golden Gate) — протока, що сполучає затоку Сан-Франциско з Тихим океаном. Довжина затоки — 8 км, ширина 1,5-3 км, глибина до 43 м.
На північному березі розташований округ Марін, на південному — місто Сан-Франциско. У 1937 році через протоку був побудований відомий на весь світ міст «Золота брама». Проліт мосту — 1281 м.

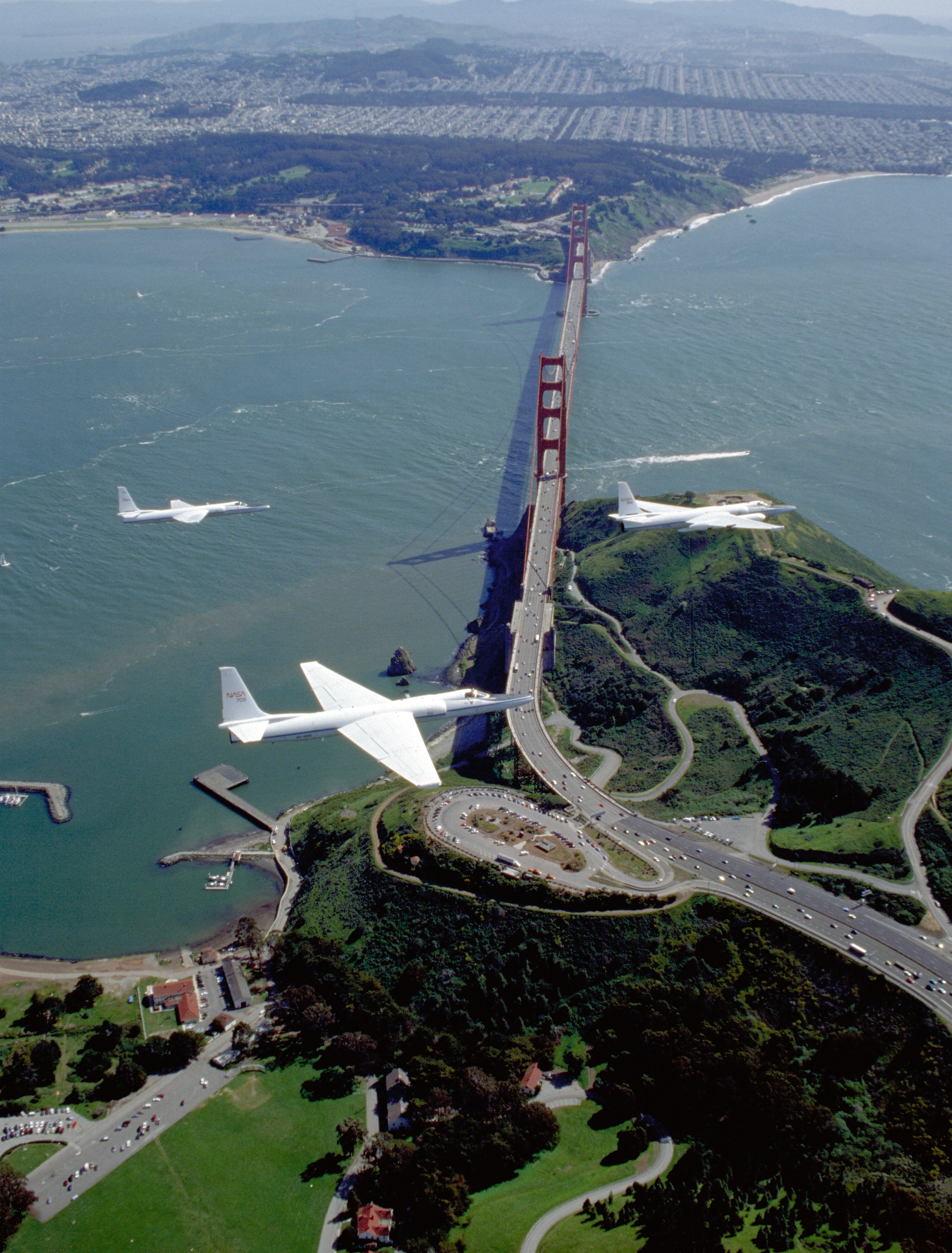
Протока Золоті Ворота, бухта Сан-Франциско зліва, Тихий океан — з правого боку

Через протоку Золоті Ворота йдуть судна з багатьох країн світу в один із головних портів західного узбережжя Сполучених Штатів Америки — Окленд.
Першими мешканцями місцевості довкола протоки були індійці. Перше європейське поселення на цій місцевості було засноване іспанцями в 1776 році.